# Columbia 200 1970
Columbia 200 1970 var ett stockcarlopp ingående i Nascar Grand National Series (nuvarande Nascar Cup Series) som kördes 30 april 1970 på den 0,5 mile (804,672 m) långa ovalbanan Columbia Speedway i Cayce, en förort till Columbia i South Carolina. Totalt avverkades 100 miles (160,934 km) fördelat på 200 varv. Banunderlaget var dirt. Loppet vanns av Richard Petty i en Plymouth på tiden 1:35.43 körande för Robertson Racing. Pettys snitthastighet uppgick till 62,685 mph. Han var vid målgång ensam förare på ledarvarvet, ett varv före tvåan Bobby Allison. Det var Pettys 105:e vinst av totalt 200 i karriären. Prispotten uppgick till 8 675 dollar, varav 1 500 dollar gick till segraren.

## Resultat
| Plc     | Nr | Förare           | Team/ bilägare            | Konstruktör | Start | Varv | Ledda varv |
| ------- | -- | ---------------- | ------------------------- | ----------- | ----- | ---- | ---------- |
| 1       | 43 | Richard Petty    | Robertson Racing          | Plymouth    | 7     | 200  | 104        |
| 2       | 22 | Bobby Allison    | Bobby Allison Motorsports | Dodge       | 5     | 199  | 0          |
| 3       | 71 | Bobby Isaac      | K&K Insurance Racing      | Dodge       | 9     | 197  | 0          |
| 4       | 06 | Neil Castles     | Neil Castles              | Dodge       | 24    | 196  | 0          |
| 5       | 48 | James Hylton     | Hylton Engineering        | Ford        | 11    | 195  | 0          |
| 6       | 45 | Bill Seifert     | Seifert Racing            | Ford        | 10    | 194  | 0          |
| 7       | 37 | James Sears      | Don Tarr                  | Dodge       | 14    | 193  | 0          |
| 8       | 70 | J.D. McDuffie    | McDuffie Racing           | Buick       | 22    | 192  | 0          |
| 9       | 18 | Joe Frasson      | Frasson Racing            | Dodge       | 25    | 190  | 0          |
| 10      | 25 | Jabe Thomas      | Robertson Racing          | Plymouth    | 13    | 187  | 0          |
| 11      | 34 | Wendell Scott    | Scott Racing              | Ford        | 18    | 186  | 0          |
| 12      | 47 | Raymond Williams | Seifert Racing            | Ford        | 19    | 183  | 0          |
| 13      | 64 | Elmo Langley     | Langley-Woodfield Racing  | Ford        | 26    | 156  | 0          |
| 14      | 79 | Frank Warren     | Warren Racing             | Plymouth    | 3     | 113  | 71         |
| 15      | 57 | Johnny Halford   | Ervin Pruitt              | Dodge       | 2     | 108  | 16         |
| 16      | 72 | Benny Parsons    | DeWitt Racing             | Ford        | 23    | 85   | 0          |
| 17      | 30 | Dave Marcis      | Marcis Auto Racing        | Dodge       | 16    | 54   | 0          |
| 18      | 04 | Ken Meisenhelder | Ken Meisenhelder          | Chevrolet   | 20    | 53   | 0          |
| 19      | 74 | Bill Shirey      | Bill Shirey               | Plymouth    | 17    | 34   | 0          |
| 20      | 68 | Larry Baumel     | Allan Schlauer            | Ford        | 1     | 30   | 0          |
| 21      | 8  | Ed Negre         | Negre Racing              | Ford        | 8     | 30   | 0          |
| 22      | 67 | Dick May         | Ron Ronacher              | Ford        | 21    | 29   | 0          |
| 23      | 9  | Roy Tyner        | Roy Tyner                 | Pontiac     | 27    | 29   | 0          |
| 24      | 4  | John Sears       | John Sears                | Dodge       | 12    | 25   | 0          |
| 25      | 62 | Ron Keselowski   | K-Automotive Motorsports  | Dodge       | 6     | 12   | 9          |
| 26      | 19 | Henley Gray      | Gray Racing               | Ford        | 15    | 8    | 0          |
| 27      | 24 | Cecil Gordon     | Gordon Racing             | Ford        | 4     | 2    | 0          |
| Källor: |    |                  |                           |             |       |      |            |